# Hof (distrito)
Hof é um distrito da Alemanha, na região administrativa da Alta Francónia, estado de Baviera.

## Cidades e Municípios
- Cidades:

1. Helmbrechts
2. Lichtenberg
3. Münchberg
4. Naila
5. Rehau
6. Schauenstein
7. Schwarzenbach an der Saale
8. Schwarzenbach am Wald
9. Selbitz

- Municípios:

1. Bad Steben
2. Berg
3. Döhlau
4. Feilitzsch
5. Gattendorf
6. Geroldsgrün
7. Issigau
8. Köditz
9. Konradsreuth
10. Leupoldsgrün
11. Oberkotzau
12. Regnitzlosau
13. Sparneck
14. Stammbach
15. Töpen
16. Trogen
17. Weißdorf
18. Zell im Fichtelgebirge